# Niedobór antagonisty receptora IL-1
Niedobór antagonisty receptora IL-1, DIRA (od ang. deficiency of the interleukin-1–receptor antagonist) – genetycznie uwarunkowany, bardzo rzadki zespół autozapalny spowodowany mutacjami genu IL1RN, kodującego białko antagonisty receptora IL-1. U homozygot rozwijają się objawy chorobowe, natomiast heterozygoty są bezobjawowe. Dziedziczenie jest autosomalne recesywne. Zaburzenie równowagi sygnalizacji szlaku IL-1 prowadzi do niekontrolowanej, uogólnionej reakcji zapalnej.
Niedobór antagonisty receptora IL-1 został po raz pierwszy opisany w 2009 roku. Od czasu opisania choroby rozpoznanie DIRA ustalono u około kilkudziesięciu osób na świecie.

## Objawy i leczenie
Niedobór antagonisty receptora IL-1 może mieć ciężki i zagrażający życiu przebieg.
Jego objawy obejmują przede wszystkim skórę i kości – należą do nich między innymi:
- ropowica skóry, ropnie skóry
- obrzęki i bóle stawów i kości
- zapalenie kości i szpiku, zapalenie okostnej
- hepatomegalia, splenomegalia
- złączenie kręgów szyjnych
- śródmiąższowe uszkodzenie płuc
- niewydolność oddechowa
- zapalenie jamy ustnej, afty
- zapalenie naczyń.

W leczeniu stosuje się antagonisty receptora IL-1: anakinrę, kanakinumab, rylonacept.